# Столыпин, Алексей Аркадьевич
Алексей Аркадьевич Столыпин (1816—1858) — русский офицер из столбового дворянского рода Столыпиных, родственник и друг М. Ю. Лермонтова. Известен под прозвищем «Монго». Лермонтов сделал Монго, наряду с собой, персонажем одноименной поэмы, написанной в 1836 году.

## Прозвище
Происхождение прозвища (ударение, судя по поэме, ставится на втором слоге) неизвестно. П. А. Висковатов (ссылаясь на Дмитрия Аркадьевича Столыпина, брата Алексея Аркадьевича), писал что Лермонтов, увидев на столе друга книгу «Путешествие Мунго Парка», стал называть его "Монго". Несовпадение букв может быть связано с тем, что книга читалась Столыпиным по-французски. Один из родственников А. А. Столыпина, журналист Александр Аркадьевич Столыпин, в статье об усадьбе "Средниково" (журнал «Столица и усадьба» № 1, декабрь 1913 года) писал, что «Монго» было прозвищем собаки Столыпина, а впоследствии так стали называть и его самого.

## Биография
Сын А. А. Столыпина, внук (по матери) либерального государственного деятеля адмирала Н. С. Мордвинова. Одновременно приходился двоюродным дядей М. Ю. Лермонтову (который был на два года старше его) и премьер-министру царя Николая II П. А. Столыпину (который родился через четыре года после его смерти). 
Родился в Петербурге, крещен 16 ноября 1816 года в Морском Богоявленском соборе при восприемстве деда Мордвинова и бригадирши Анны Семеновны Корсаковой.
В 1835 выпущен из Школы юнкеров в лейб-гвардии Гусарский полк. Вместе со своим однополчанином М. Ю. Лермонтовым в 1835 — 1836 годах и 1838 — 1839 годах жил в Царском Селе, посещал собрания «кружка шестнадцати». В 1837 году ездил добровольцем на Кавказ, в ноябре 1839 года вышел в отставку.

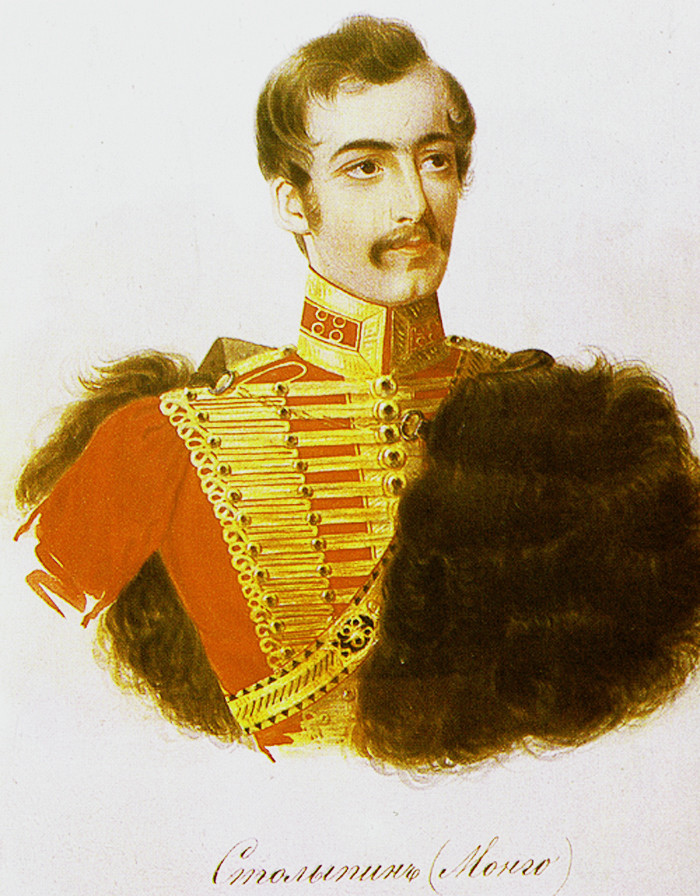
Монго в гусарском мундире

Был секундантом Лермонтова в дуэли с сыном французского посла Эрнестом де Барантом 18 февраля 1840 года. После доклада генерал-аудиториата императору Николаю I об обстоятельствах дуэли последний решил освободить Столыпина от ответственности за участие в ней, но сделать строгое внушение «что в его звании и летах полезно служить, а не быть праздным». После чего Столыпин немедленно вернулся на военную службу. Вообще роль Столыпина во взаимоотношениях с Лермонтовым и влияние его на поэта современники и историки оценивают очень противоречиво.
В 1840 году — капитан Нижегородского драгунского полка. Вместе с ним Лермонтов участвовал в экспедиции А. В. Галафеева в Малую Чечню, был награждён орденом Св. Владимира IV степени с бантом. С 20 мая 1841 года жил вместе с Лермонтовым в Пятигорске. Столыпин был негласным секундантом на дуэли поэта с Николаем Мартыновым. Его участие в качестве секунданта, как и участие князя Сергея Трубецкого, было скрыто на следствии. При этом дуэлянты стрелялись из крупнокалиберных дуэльных пистолетов Кухенройтера, принадлежавших Столыпину. Существует версия, что Трубецкой и Столыпин опоздали к началу дуэли из-за сильного ливня, и секундантами во время дуэли были только Михаил Глебов и Александр Васильчиков. По заказу Столыпина художник Роберт Шведе написал портрет Лермонтова на смертном одре.
Во время Крымской войны вновь вернулся на службу, в Белорусский гусарский полк, участвовал в обороне Севастополя, где встречался с Л. Н. Толстым. За боевое отличие получил золотое оружие и чин майора.
Скончался в Италии «от воспаления внутренностей» в октябре 1858 года. По желанию родственников был временно похоронен на греческом кладбище в Ливорно. Позже его прах перевезли в Петербург на Лазаревское кладбище Александро-Невской лавры .
В 1843 году перевёл на французский язык роман «Герой нашего времени» и напечатал его в парижской газете «Мирная демократия».
Исследователи творчества Лермонтова предполагают, что поэт некоторые черты Монго-Столыпина привнёс в образ Печорина. В. А. Соллогуб изобразил Столыпина в повести «Большой свет» под именем графа Сафьева.  И. Тургенев некоторые факты биографии  и черты личности Столыпина-Монго использовал при описании молодых лет Кирсанова в романе «Отцы и дети».